# チュ・ニャ・ムティア
チュ・ニャ・ムティア（Cut Nyak Meutia、旧字綴：Tjoet Nyak Meutia、1870年 - 1910年10月24日）は、アチェ戦争におけるアチェ・ゲリラ指導者の一人。

## 生涯

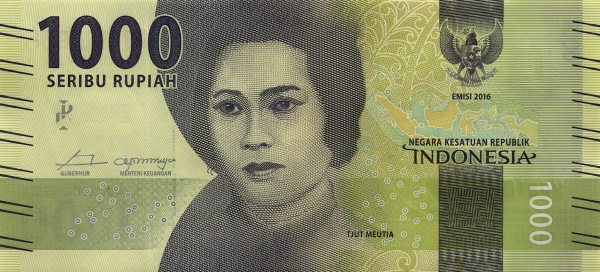
ムティアが描かれた1,000ルピア

1870年にアチェ王国のペルラクで生まれる。成長後、トゥク・サム・サラーフと結婚するが、後年離婚している。後にチュ・ムハンマド（トゥク・チ・トゥノン）と再婚している。ムハンマドはオランダ領東インドによるアチェ支配に反発し、ムティアと共に反オランダ闘争に加わるようになる。
1899年にムハンマドとムティアはオランダ軍へのゲリラ闘争を開始する。しかし、彼らはその後2年間行動を起こさなかったため、オランダ軍は脅威とは見做していなかったが、二人は1901年に奇襲を仕掛けオランダ軍の防衛拠点を攻略した。この功績を認められ、ムハンマドはスルターンのムハンマド・ダウド・シャーからクレトー地区長に任命される。ムハンマドとムティアは1901年から1903年にかけてアチェ北東部でオランダ軍との戦闘を指揮し、オランダ軍兵士10人を殺害して67丁の銃を奪った。
1905年にムハンマドはオランダ軍に捕縛され、同年収監先の刑務所で銃殺される。夫を殺されたムティアは、新しい指導者となったパン・ナングロ（ムティアの再婚相手）と共に戦闘を指揮したが、ナングロも1910年9月26日に戦死した。ムティアは新しい指導者となったが、彼女の元には45人のゲリラと13丁の銃しか残されていなかった。ムティアはアル・クリエンの戦闘で敗北し、逃げ込んだ隠れ家でオランダ軍に発見される。彼女は短剣を手に抵抗したため、オランダ軍に頭部と胸部を撃たれ死亡した。遺体は同地に埋葬されている。

## 顕彰
インドネシアではカルティニ、チュ・ニャ・ディンと並び「インドネシア女性の英雄」とされており、1964年5月2日に大統領令107号によりインドネシア国家英雄の称号を贈られている。2016年12月19日には彼女の功績を称えて、1,000ルピア紙幣に彼女の肖像が採用された。